# Holoprotéine

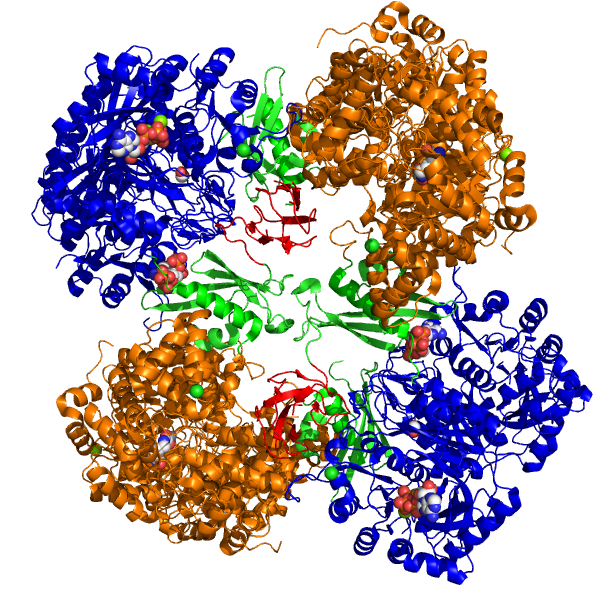
modélisation moléculaire du pyruvate carboxylase

Une holoprotéine ou protéine simple (du grec ancien ὅλος / hólos) est une protéine constituée uniquement d'acides aminés, par opposition aux hétéroprotéines, qui sont un assemblage d'acides aminés et d'autres éléments (glucides pour les glycoprotéines...).
Les holoprotéines se subdivisent en deux groupes à savoir:

## Les sphéroprotéines
Les sphéroprotéines, ou protéines globuleuses, sont des protéines solubles dans l'eau où elles prennent la forme plus ou moins arrondi.
Par exemple :
- Les albumines
- Les protamines
- Les histones
- Les prolamines
- Les globulines

## Les scléroprotéines
Les scléroprotéines, ou protéines fibreuses, sont des protéines fibreuses, insolubles dans l'eau et parfois dans aucun solvant. Elles ont l'aspect des fibres minces et sont rencontrés dans les cheveux, la matière des os et les tissus conjonctifs.
Par exemple :
- Les kératines
- Les collagènes
- Les élastines